# Silver Convention
Le Silver Convention, altresì conosciute con i nomi Silver Bird Convention e Silver Bird, sono state un gruppo musicale femminile tedesco attivo infatti nella seconda metà degli anni settanta. A differenza degli altri protagonisti dell'Euro disco, che facevano più affidamento sull'elettronica, le Silver Convention erano più inclini alle sonorità soul e orchestrali proprie della disco americana. La loro canzone più famosa è Fly, Robin, Fly del 1975.

## Storia del gruppo
Formate nel 1974 a Monaco di Baviera da Sylvester Levay e Michael Kunze, le Silver Convention esordirono con l'album del 1975 Save Me, considerato il loro capolavoro. Nello stesso anno pubblicarono Fly, Robin, Fly, il brano per cui sono maggiormente ricordate. Pubblicarono un altro successo l'anno seguente, ovvero Get Up and Boogie. Nel 1977 le Silver Convention parteciparono all'Eurovision Song Contest con Telegram, grazie alla quale si piazzarono ottave. Le Silver Convection si sciolsero nel 1979, dopo cinque anni di attività.

## Formazione
- Linda G. Thompson – voce
- Penny McLean – voce
- Ramona Wulf – voce
- Jackie Carter – voce
- Zenda Jacks – voce
- Rhonda Heath – voce

## Discografia

### Album in studio
- 1975 – Save Me
- 1976 – Silver Convention/Get Up and Boogie
- 1976 – Madhouse
- 1977 – Summernights/Golden Girls
- 1978 – Love in a Sleeper

### Album raccolte
- 1976 – Success
- 1977 – Greatest Hits
- 1978 – The Best of Silver Convention
- 1994 – The Best of Silver Convention: Get Up and Boogie

### Singoli
- 1975 – Always Another Girl
- 1975 – Fly, Robin, Fly
- 1975 – Tiger Baby
- 1976 – Save Me
- 1976 – Get Up and Boogie
- 1976 – No, No, Joe
- 1976 – Everybody's Talking 'bout Love
- 1976 – Dancing in the Aisles (Take Me Higher)
- 1977 – The Boys from Liverpool
- 1977 – Telegram
- 1978 – Spend the Night with Me
- 1979 – Café au Lait